# District de Kitashitara
Le district de Kitashitara (北設楽郡, Kitashitara-gun) est un district de la préfecture d'Aichi, au Japon.

## Géographie

### Démographie
Lors du recensement national de 2000, la population du district de Kitashitara était de 16 416 habitants répartis sur une superficie de 652 km2. En août 2010, elle était de 10 905 habitants.

### Communes du district
- Bourgs :
  - Shitara ;
  - Tōei.
- Village :
  - Toyone.

## Économie
Tōei est le seul endroit au Japon où l'on extrait de la séricite, un minéral essentiel à la fabrication des cosmétiques. Cette industrie y a débuté après la fin de la Seconde Guerre mondiale.